# Sergi Barjuan
Sergi Barjuan Esclusa (Las Franquesas del Vallés, Barcelona, 28 de diciembre de 1971), deportivamente conocido como Sergi, es un exfutbolista y entrenador español. Jugaba como defensa lateral izquierdo y desarrolló la mayor parte de su carrera en el Fútbol Club Barcelona.

## Trayectoria

### Como jugador
Tras formarse en las categorías inferiores del F. C. Barcelona, debutó en el primer equipo del F. C. Barcelona de la mano del entonces entrenador Johan Cruyff, el 24 de noviembre de 1993, en el partido de Liga de Campeones que enfrentó al conjunto catalán con el Galatasaray, en Estambul (Turquía). Aquella primera campaña recibió la distinción como jugador revelación de la liga española. Desde entonces se consolidó como titular indiscutible en el lateral izquierdo azulgrana durante una década.
En el año 2002 acabó contrato y, al no entrar en los planes de Louis van Gaal, abandonó el F. C. Barcelona y se incorporó al Atlético de Madrid, donde jugó tres años hasta su retirada al término de la campaña 2004/05.
Desde que colgó las botas dirige su propia empresa de mercadotecnia: Grupo Númenor. También ha seguido ligado al mundo del fútbol creando su propio campus, SergiCampus.

### Como entrenador
F. C. Barcelona juvenil
En 2009 fue designado entrenador del Juvenil B del F. C. Barcelona, cargo que desempeñó durante dos campañas.
En aquel equipo militaban, entre otros jugadores, Gerard Deulofeu y Rafinha Alcántara, que terminaron jugando con el primer equipo del club. 
El 4 de enero de 2012, fue elegido para dirigir la III Edición de Sesiones AFE para futbolistas sin equipo, que organizará la Asociación de Futbolistas Españoles entre el 12 y el 26 de enero de 2012.
Recreativo de Huelva
El 24 de mayo de 2012, el Real Club Recreativo de Huelva confirmó el fichaje de Sergi como nuevo técnico para la temporada 2012/13. En su primera campaña al frente del conjunto onubense, la 2012-13, consiguió acabar en el puesto 13.º en la clasificación. En cambio, en la temporada 2013-14, el Recreativo estuvo varias jornadas en puestos de promoción de ascenso, aunque finalmente se quedó a las puertas del mismo, por diferencia de goles con el Córdoba. Dos días después de concluir la campaña, Sergi anunció que no iba a seguir en el banquillo andaluz, con un balance de 31 victorias, otras tantas derrotas y 22 empates.
U. D. Almería
El 6 de abril de 2015, Sergi firmó como entrenador de la Unión Deportiva Almería para las últimas jornadas de la Liga 2014-15. Sumó 7 puntos en 9 partidos que no le bastaron para evitar el descenso, pero fue confirmado para continuar la próxima temporada. Sin embargo, el equipo andaluz no obtuvo buenos resultados en el comienzo del campeonato de Segunda División, y Sergi fue destituido el 3 de octubre de 2015, tras haber obtenido 7 puntos en idéntico número de partidos.
El 8 de febrero de 2016, se incorporó a TV3 como analista técnico y comentarista de los partidos de la Liga de Campeones de la UEFA que emite la mencionada cadena de televisión.
R. C. D. Mallorca
El 4 de abril de 2017, fue contratado como nuevo técnico del Real Club Deportivo Mallorca. Logró obtener 13 puntos en 9 partidos, pero no le bastó para mantener al conjunto bermellón en Segunda División.
Hangzhou Greentown
El 26 de noviembre de 2017, firma por el Hangzhou Greentown F.C. Tras casi 20 meses en el cargo, fue cesado el 4 de julio de 2019.
F. C. Barcelona Atlètic
El 17 de junio de 2021, firmó como entrenador del F. C. Barcelona Atlètic de la Primera División RFEF.
F. C. Barcelona
El 28 de octubre de 2021, fue nombrado como entrenador interino del primer equipo del F. C. Barcelona en sustitución del destituido Ronald Koeman. Al fichar Xavi Hernández por el F. C. Barcelona, regresa al F. C. Barcelona Atlètic. El 28 de junio de 2022, el club anunció que no iba a continuar en el cargo.

## Selección nacional
Fue internacional con la selección de fútbol de España en 56 partidos, en los que anotó un gol. 
Javier Clemente le hizo debutar con el combinado español el 9 de febrero de 1994 en un amistoso contra Polonia en Santa Cruz de Tenerife. 
Durante casi una década se mantuvo como el lateral izquierdo indiscutible de la selección española, jugando su último encuentro internacional en febrero de 2002 en el Camp Nou.
Participó en los mundiales de 1994 y 1998, así como en la fase final de la Eurocopa 1996 y 2000.

### Participaciones en Copas del Mundo
| Mundial                        | Sede           | Resultado        |
| ------------------------------ | -------------- | ---------------- |
| Copa Mundial de Fútbol de 1994 | Estados Unidos | Cuartos de final |
| Copa Mundial de Fútbol de 1998 | Francia        | Primera fase     |

### Participaciones en Eurocopas
| Eurocopa      | Sede                   | Resultado        |
| ------------- | ---------------------- | ---------------- |
| Eurocopa 1996 | Inglaterra             | Cuartos de final |
| Eurocopa 2000 | Países Bajos y Bélgica | Cuartos de final |

## Clubes

### Como jugador
| Club                    | País   | Año       | Partidos | Goles |
| ----------------------- | ------ | --------- | -------- | ----- |
| F. C. Barcelona Atlètic | España | 1992-1993 | 41       | 3     |
| F. C. Barcelona         | España | 1993-2002 | 403      | 15    |
| Club Atlético de Madrid | España | 2002-2005 | 89       | 0     |

### Como entrenador
- Actualizado al 19 de marzo de 2022.

| Club                           | País   | Año       | P   | PG | PE | PP | %      |
| ------------------------------ | ------ | --------- | --- | -- | -- | -- | ------ |
| F. C. Barcelona (Juvenil)      | España | 2009-2011 | ?   | ?  | ?  | ?  | ?      |
| Real Club Recreativo de Huelva | España | 2012-2014 | 89  | 34 | 22 | 33 | 46.44% |
| Unión Deportiva Almería        | España | 2015      | 17  | 4  | 3  | 10 | 29.41% |
| Real Club Deportivo Mallorca   | España | 2017      | 10  | 3  | 5  | 2  | 46.67% |
| Hangzhou Greentown F.C.        | China  | 2017-2019 | 48  | 21 | 15 | 12 | 54.17% |
| F. C. Barcelona Atlètic        | España | 2021      | 9   | 3  | 4  | 2  | 48.14% |
| F. C. Barcelona (Interino)     | España | 2021      | 3   | 1  | 2  | 0  | 55.55% |
| F. C. Barcelona Atlètic        | España | 2021-2022 | 27  | 11 | 5  | 11 | 46.91% |
| Total                          | Total  | Total     | 193 | 70 | 56 | 67 | 45.94% |
| Fuente                         |        |           |     |    |    |    |        |

## Títulos

### Campeonatos nacionales
- 3 Liga española de fútbol - F.C. Barcelona (1993/94, 1997/98, 1998/99).
- 2 Copa del Rey- F.C. Barcelona (1996/97, 1997/98).
- 2 Supercopa de España- F.C. Barcelona (1994/95, 1996/97).

### Copas internacionales
- 1 Recopa de Europa F.C. Barcelona - (España) - 1996/97
- 1 Supercopa de Europa F.C. Barcelona - (España) - 1997/98

### Premios
- Premio Reina Sofía del Deporte en 2011, por su juego limpio.